# Indira Gandhi
Pour les articles homonymes, voir Gandhi (homonymie).
Indira Priyadarshini Gandhi (devanagari : इन्दिरा प्रियदर्शिनी गान्धी, API : /ɪnd̪ɪraː prɪjəd̪ərʃɪniː gaːnd̪ʰiː/), née Nehru le 19 novembre 1917 et morte assassinée le 31 octobre 1984, est une femme d'État indienne, Première ministre de 1966 à 1977 puis de 1980 à sa mort en 1984.
Fille unique de Jawaharlal Nehru, le premier Premier ministre de l'Inde, elle est la deuxième femme au monde élue démocratiquement à la tête d'un gouvernement, après Sirimavo Bandaranaike au Sri Lanka. C'est une figure majeure du Congrès et de la politique indienne de la seconde moitié du XXe siècle et ses mandats à la tête de l'Inde sont marqués par une forte centralisation du pouvoir. Elle mène la troisième guerre indo-pakistanaise, développe un programme indien d'armes nucléaires et accroît l'influence de l'Inde sur l'Asie du Sud. Son gouvernement préside à la Révolution verte et à la nationalisation des banques et des principales industries. De 1975 à 1977, Indira Gandhi instaure un état d'urgence controversé qui lui permet de suspendre les libertés publiques.
Défaite, en 1977, aux élections législatives indiennes, Indira Gandhi redevient Première ministre à la suite des élections législatives de 1980. Elle est assassinée en 1984 par ses gardes du corps sikhs en représailles pour avoir ordonné l'Opération Blue Star, une opération militaire visant le Temple d'Or, le lieu le plus sacré du sikhisme, où s'étaient retranchés des séparatistes du Khalistan. Henry Kissinger l'a décrite comme une « Dame de Fer », un surnom depuis associé à sa personnalité, avant que ce qualificatif ne soit employé pour Margaret Thatcher,.

## Jeunesse
Indira Nehru est dans sa jeunesse spectatrice et parfois actrice de certains des épisodes les plus connus de la lutte pour l'indépendance de l'Inde. Ses premières années sont aussi marquées par de longs séjours à l'étranger notamment en Suisse et par la maladie de sa mère Kamala. Pendant ses fréquents déplacements, mais aussi lors de ses séjours en prison, Jawaharlal Nehru échange avec sa fille une abondante correspondance qui est en partie publiée de son vivant sous forme de livres, notamment Lettres d'un père à sa fille (en) (1929).

### Enfance (1917–1927)
Les Nehru sont une famille de brahmanes originaires du Cachemire qui se sont installés au début du XVIIIe siècle dans les plaines de l'Inde du Nord. Le grand-père d'Indira, Motilal Nehru (né en 1861), est un riche avocat qui s'est fait construire à Prayagraj une vaste demeure de quarante-deux pièces dans laquelle il réside avec sa famille élargie. Le père d'Indira, Jawaharlal (né en 1889), également avocat, épouse en février 1916 Kamala Kaul (née en 1899) et Indira naît le 19 novembre 1917. Un fils, né prématuré en 1924, décède après seulement deux jours. Le couple n'a pas d'autre enfant.
Les premières années de la vie d'Indira correspondent à une période active du mouvement pour l'indépendance de l'Inde. Membres prééminents du Congrès national indien, Motilal et Jawaharlal Nehru sont tous deux emprisonnés en 1921. À cette période intense fait suite un répit au milieu des années 1920 et, lorsque son épouse Kamala est diagnostiquée tuberculeuse en 1924, Jawaharlal Nehru entreprend de la faire soigner en Suisse où la famille s'installe en 1926. Indira fréquente tout d'abord l'école internationale de Genève puis un pensionnat à Chesières et enfin l'école internationale de Bex. Elle apprend rapidement le français et a l'occasion de voyager avec ses parents à Paris, Londres et Berlin.

### Adolescence (1927–1935)
Les Nehru sont de retour en Inde en décembre 1927, à l'aube d'une nouvelle période d'agitation indépendantiste. Indira est présente en décembre 1929 à Lahore lorsque Jawaharlal Nehru prend la succession de son père Motilal à la tête du Congrès. En mars 1930, elle prend elle-même la direction du Vanar Sena, la brigade des jeunes du Congrès. Âgée de seulement douze ans, elle défile et tient un discours devant plusieurs dizaines de milliers de personnes.
Après l'arrestation de Jawaharlal Nehru au printemps 1930 et de Kamala fin décembre, Indira se retrouve privée de ses parents pendant un mois. Pour éviter qu'une telle situation ne se reproduise, elle est envoyée en pension à Poona à partir de mai 1931. C'est aussi à Poona, derrière les murs de la prison de Yaruvda, que le Mahatma Gandhi se lance le 20 septembre 1932 dans l'une de ses plus célèbres grèves de la faim. Lorsqu'il rompt son jeûne six jours plus tard, c'est Indira qui lui prépare sa première collation, un jus d'orange. Indira est toujours à Poona en octobre 1933 lorsque Feroze Gandhi (né en 1912), jeune militant du Congrès entré au service de sa mère Kamala trois ans plus tôt, lui propose pour la première fois de l'épouser.
À la rentrée 1934, elle entre en pension à l'école de Santiniketan fondée par le poète Rabindranath Tagore. Mais la santé de sa mère se dégrade : Kamala est traitée dans un sanatorium à Bhowali. Indira passe deux mois à ses côtés — Feroze Gandhi est aussi présent. Devant l'absence d'amélioration de la santé de Kamala, les médecins lui conseillent de se rendre en Europe. Nehru étant alors en prison, il est décidé qu'Indira l'accompagne.

### Deuxième séjour en Europe (1935–1941)
Indira et sa mère arrivent en Europe le 3 juin 1935. Kamala est opérée à Berlin puis s'installe dans un sanatorium à Badenweiler mais sa santé continue à se dégrader. Libéré le 4 septembre, Nehru se rend immédiatement à ses côtés. Indira reprend ses études à Bex pour préparer l'examen d'entrée au Somerville College d'Oxford. Lorsque Kamala meurt le 28 février 1936, Nehru, Indira et Feroze, arrivés peu avant la nouvelle année, sont tous trois à son chevet. C'est le cœur gros qu'Indira s'inscrit à la Badminton School (en) de Bristol pour préparer le concours d'entrée à Oxford, qu'elle finit par réussir à la troisième tentative, en mars 1937. Avant la rentrée d'octobre, elle effectue avec son père un voyage en Birmanie durant lequel elle tombe brièvement malade puis retrouve Feroze à Paris où elle cède enfin à ses avances.
Pour sa première année à Oxford, Indira est une élève discrète mais appliquée qui ne participe guère à la vie sociale du collège : elle préfère rejoindre dès qu'elle en a l'occasion Feroze à Londres. À l'été 1938, elle accompagne son père lors d'un voyage en Europe mais sa santé se détériore brusquement et elle est hospitalisée pour une pleurésie. Elle entreprend une cure de repos de plusieurs mois dans l'Himalaya puis dans les montagnes suisses, en attendant un retour à Oxford pour l'année scolaire 1939-1940. Mais elle est une nouvelle fois hospitalisée début octobre 1939 et, sans poser de diagnostic définitif, les médecins lui recommandent un séjour dans un sanatorium pour malades de la tuberculose. Elle passe ainsi dix mois à Leysin dans les Alpes suisses, qu'elle quitte finalement, contre avis médical, fin octobre 1940 pour rejoindre Feroze à Londres en pleine Seconde Guerre mondiale (elle prend d'abord la direction de Lisbonne, où elle reste coincée pendant deux longs mois). Les deux amants vivent ensuite ensemble dans la capitale britannique pendant trois mois avant d'embarquer pour Durban puis Bombay, qu'ils rejoignent le 16 avril 1941.

## Mariage et famille

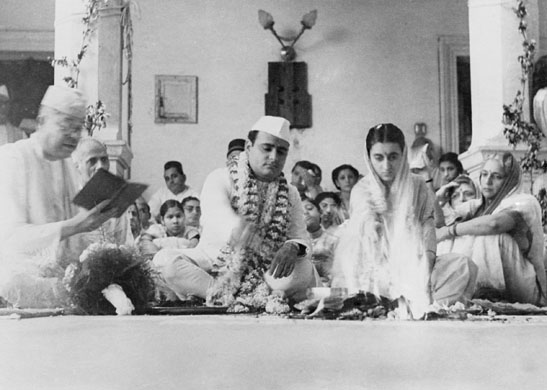
Feroze et Indira lors de leur mariage à Allahabad, le 26 mars 1942.

Le 27 avril 1941, Indira se rend à la prison de Dehra Dun, où son père est incarcéré, pour lui annoncer sa décision d'épouser Feroze Gandhi. Nehru se montre réticent, mais ne s'oppose finalement pas au mariage, alors même que cette union entre une hindoue et un parsi suscite l'indignation d'une partie de la société indienne. Le mariage est célébré le 26 mars 1942 en présence de Nehru, qui a été libéré au mois de décembre. Les époux passent une lune de miel de deux mois au Cachemire. Un premier fils, Rajiv, naît en 1944, suivi d'un second, Sanjay, en 1946.

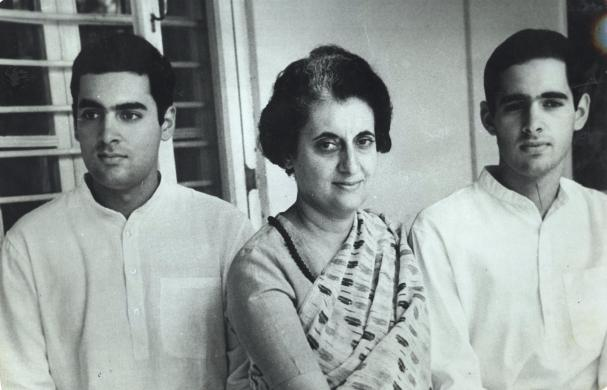
Rajiv, Indira et Sanjay Gandhi, dans les années 1960.

Des tensions apparaissent rapidement dans le couple. Feroze est un mari volage qui, bien que menant une carrière journalistique et politique honorable (il est élu député en 1952), supporte mal de vivre dans l'ombre des Nehru. De son côté, Indira aurait eu une longue relation avec le secrétaire particulier de son père, M. O. Mathai (en). Le mariage est au plus bas lorsque Feroze est victime d'un premier accident cardiaque en septembre 1958, et la réconciliation qui s'ensuit est de courte durée. Lorsque, terrassé une nouvelle fois par un infarctus, Feroze meurt dans la matinée du 8 septembre 1960, Indira est à ses côtés.

## Débuts en politique

### Indépendance de l'Inde (1942–1949)
De retour de leur voyage de noces, Indira et Feroze Gandhi prennent part au mouvement Quit India lancé par Nehru le 8 août 1942. La répression britannique est brutale : Nehru est arrêté et emprisonné dès le lendemain 9 août et Indira et Feroze un mois plus tard. Détenue sans être jugée, Indira est relâchée le 13 mai 1943 après avoir passé huit mois derrière les barreaux. Sa santé et son moral connaissent des hauts et des bas ; elle donne naissance à son premier fils le 20 août 1944.
La fin du conflit mondial marque le début du processus d'indépendance de l'Inde. Nehru s'installe à Delhi, d'abord en tant que vice-président du conseil exécutif il devient Premier ministre le 15 août 1947, jour de l'indépendance de l'Inde. Indira, qui vit à Lucknow où Feroze dirige un quotidien, rend de fréquentes visites à son père qu'elle aide à s'installer dans un premier temps dans un pavillon de York Road puis, après l'indépendance, à Teen Murti Bhavan (en), qui devient la résidence officielle du chef du gouvernement. De plus en plus indispensable à son père, Indira joue notamment le rôle d'hôtesse lors des réceptions, alors que dans le même temps son mariage s'étiole. Elle finit par s'installer avec ses deux fils à Teen Murti Bhavan.

### Ascension (1949–1966)
En 1949, Indira Gandhi se rend avec son père pour un voyage officiel aux États-Unis, premier d'une liste de vingt-quatre voyages effectués avec Nehru dans les dix années qui suivent. Lors des premières élections législatives organisées en 1951, elle soutient la candidature de Feroze qui est élu à Rae Bareli mais ne se porte pas candidate elle-même, estimant être trop prise par son rôle auprès de son père et de ses enfants. Quatre ans plus tard, elle entre pourtant au comité exécutif du Congrès et participe à la conférence de Bandung avant de faire la preuve de ses capacités organisationnelles lors des élections législatives de 1957. C'est sans doute cette même année qu'elle suit un traitement qui la guérit définitivement de la tuberculose. Le 2 février 1959, elle est élue présidente du Congrès malgré l'opposition de Nehru, mais elle choisit de ne pas se représenter l'année suivante.
Après une période de dépression et de deuil qui fait suite à la mort de Feroze, Indira retourne travailler auprès de son père, dont la fin approche. La lutte pour la succession de Nehru au poste de Premier ministre est ouverte et le nom d'Indira commence à circuler. Lorsque Nehru décède en 1964, c'est finalement Lal Bahadur Shastri qui devient Premier ministre. Indira accepte d'entrer au gouvernement comme ministre de l'Information, mais sa personnalité et son aura font bientôt d'elle un personnage clé du pouvoir. Elle se distingue notamment par ses interventions lors des émeutes linguistiques au Tamil Nadu en mars 1965 et lors de la deuxième guerre indo-pakistanaise la même année.
La disparition brutale de Shastri, terrassé par une crise cardiaque après la signature des accords de Tachkent en janvier 1966, ouvre pour la deuxième fois en deux ans la succession de la direction de la « plus grande démocratie du monde ». Face à d'autres prétendants tels que le Premier ministre intérimaire Gulzarilal Nanda ou le représentant de l'aile droite du parti Morarji Desai, Indira reçoit le soutien de l'influent K. Kamaraj (en), le « faiseur de roi », qui espère pouvoir manipuler son action en sous-main et bénéficier de son aura dans la perspective des élections générales de 1967. Elle ne lui apparaît alors que comme une figure politique de transition qu'il sera aisé de remplacer une fois cette échéance passée.

## Premier mandat à la tête du gouvernement

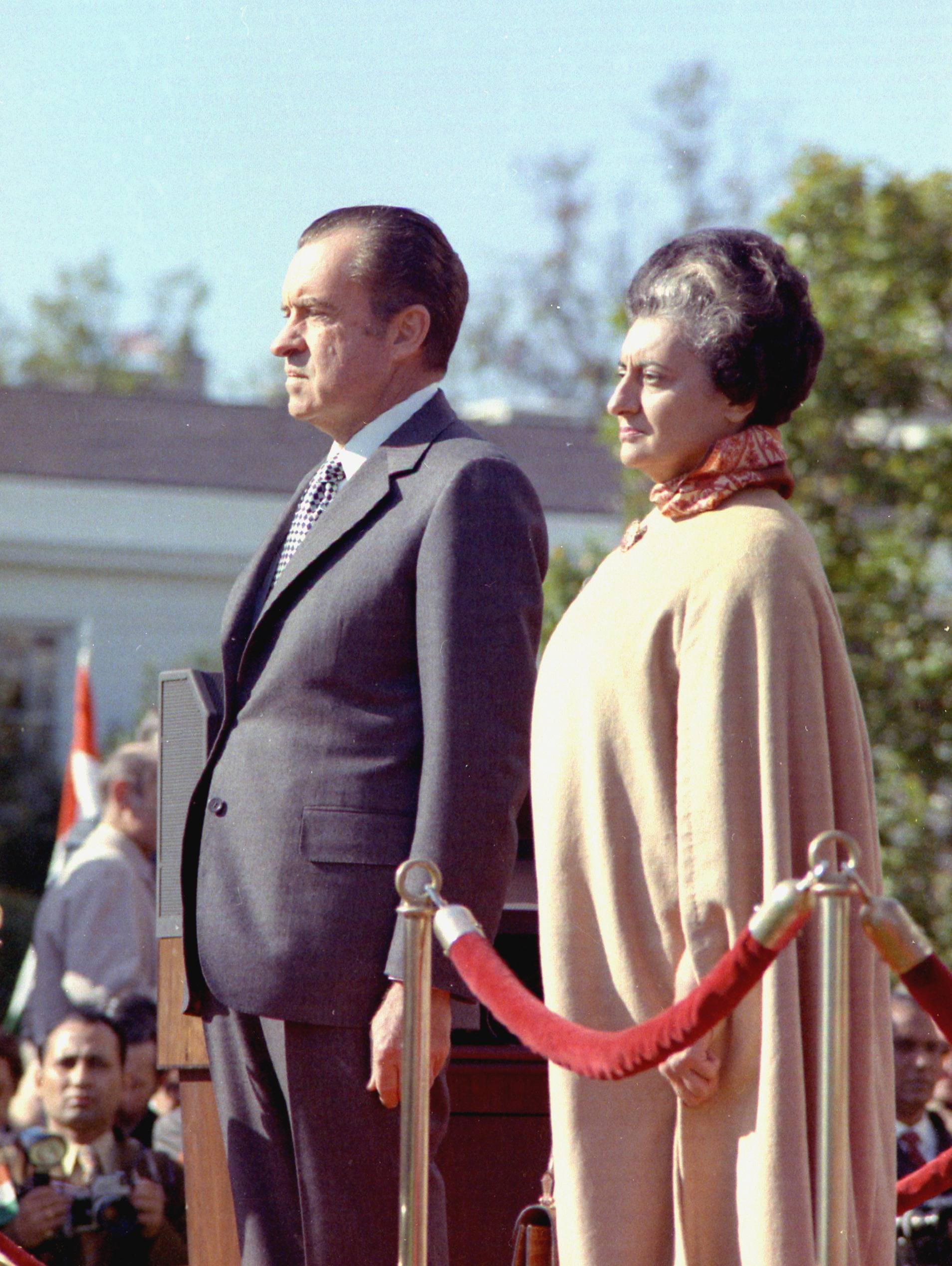
Indira Gandhi avec le président des États-Unis Richard Nixon, en 1971.

Le premier défi auquel est confrontée Indira Gandhi est celui de la famine qui menace l'Inde. Elle rencontre le président Lyndon B. Johnson aux États-Unis afin d'obtenir une aide alimentaire et insiste sur son refus de subir en contrepartie de quelconques pressions américaines sur la ligne politique indienne. Cependant, si elle se montre critique à l'égard de la guerre du Viêt Nam, elle se voit poussée à mettre en œuvre une importante et impopulaire dévaluation de la roupie indienne en juin 1966. Animée par une ferme volonté de se soustraire à toute dépendance vis-à-vis d'une puissance étrangère et de garantir à son pays l'autosuffisance alimentaire, elle mène à bien la « Révolution verte » sous l'égide de M. S. Swaminathan.
Malgré la perte de nombreux sièges, les quatrièmes élections générales permettent au Congrès de conserver une courte majorité à la Lok Sabha en 1967. Indira Gandhi parvient à se maintenir à la tête du gouvernement mais doit composer avec Morarji Desai, qui devient vice-premier ministre et obtient le portefeuille des finances. La rivalité entre les deux personnalités domine alors la vie politique.
Dans la lignée de Nehru, Indira Gandhi entend fonder sa politique sur le socialisme, le non-alignement et la défense d'une démocratie laïque. Elle fait ainsi élire en 1967 un musulman à la présidence de l'Union indienne, Zakir Hussain. La disparition de celui-ci en 1969 constitue un tournant dans la vie politique indienne et ouvre une crise pour le parti : en désaccord avec Desai et l'aile droite du Congrès quant au candidat à l'élection présidentielle, elle inscrit clairement son action à gauche en nationalisant par ordonnance les quatorze plus grandes banques du pays et en révoquant Desai.
L'élection du candidat d'Indira Gandhi, Varahagiri Venkata Giri, à la tête de l'État apparaît pour elle comme une victoire personnelle. Figure progressiste, elle incarne dès lors l'aile gauche du parti. Lorsqu'Indira Gandhi est exclue du parti par ses dirigeants, la scission est consommée. Ses partisans se regroupent dans le Nouveau Congrès ou Congrès (R) pour Ruling, tandis que ses opposants entrent dans l'opposition au sein du Vieux Congrès ou Congrès (O) pour Old ou Organisation. Pour conserver la majorité, elle s'appuie désormais sur le soutien du Parti communiste d'Inde.
Figure charismatique, parfois accusée de populisme, Indira Gandhi entretient la ferveur des masses populaires autour de sa personne pour mieux assurer son autorité et sa légitimité. Elle confirme ainsi son orientation progressiste en abolissant en 1970 les privilèges dont bénéficiaient encore les maharadjahs et autres princes.
Ceci l'amène à s'opposer frontalement à la Cour suprême, qui avait tenté d'annuler la réforme agraire en qualifiant le droit à la propriété de droit fondamental. Le conflit s'envenime et dure tout au long des mandats de Gandhi. En 1967, la Cour juge ainsi qu'une révision constitutionnelle ne peut porter atteinte aux droits fondamentaux. Le Parlement promulgue alors de nouvelles révisions constitutionnelles en 1971 (24e et 25e amendement), l'autorisant à modifier toute partie de la Constitution, déclarant « qu'aucune loi donnant effet aux principes directeurs du gouvernement relatif à la distribution des richesses ne pourra être déclarée nulle pour atteinte aux droits fondamentaux. » (Annoussamy, 2001). Cette loi est attaquée devant la Cour suprême, donnant lieu à la décision Kesavananda Bharati v. The State of Kerala (en) de 1973, ré-affirmant le pouvoir de la Cour et élaborant la doctrine juridique de la Structure de base (en) (Basic structure).
Afin de mettre un terme à la situation difficile de son gouvernement minoritaire, Gandhi obtient du président Giri la dissolution de la Lok Sabha. C'est forte d'une majorité absolue qu'elle est de nouveau élue Première ministre en 1971 et cumule désormais les portefeuilles de l'Intérieur, du Plan, de l'Information et de l'Énergie atomique. Son triomphe électoral puis militaire dans la troisième guerre indo-pakistanaise confirme un pouvoir de plus en plus autoritaire.
En tant que Première ministre, Indira Gandhi utilise soigneusement tous les leviers à sa disposition pour consolider son pouvoir et son autorité. Elle fait ainsi élire Fakhruddin Ali Ahmed, un président faible qu'Indira Gandhi sait incapable d'exercer ses prérogatives et de miner son autorité. Dans son propre parti, elle reforme les mécanismes bureaucratiques et de gouvernance jusqu'à ce que, dans les faits, toute décision ne puisse provenir que d'elle.

### État d'urgence
La pratique personnelle du pouvoir par Indira Gandhi et l'accumulation des difficultés sur le plan intérieur provoquent à partir de 1973 un développement de la contestation qui se cristallise autour du vétéran gandhien Jayaprakash Narayan. Celui-ci, soutenu par les chefs de l'opposition, organise de grands rassemblements de protestation. C'est dans ce contexte qu'intervient le 12 juin 1975 l'invalidation de l'élection d'Indira Gandhi à la Lok Sabha, la Cour suprême ayant avalisé la plainte de Raj Narain (en) pour irrégularités électorales.
Cet arrêt devait contraindre Gandhi à la démission, ce qui la pousse à proclamer l'état d'urgence, dans la nuit du 25 au 26 juin 1975.
Faisant appel à l'article 352 de la Constitution, Indira Gandhi s'octroie des pouvoirs dictatoriaux et procède à une réduction massive des libertés civiles — déjà initiée par la loi sur la prévention des activités illégales de décembre 1967 — et au muselage de l'opposition politique et de la presse. Des chefs de partis rivaux sont emprisonnés et l'alimentation en électricité est interrompue dans les bureaux de presse et les stations de télévision.
De retour dans la capitale, la Première ministre fait voter par le Parlement une série de lois et d'amendements constitutionnels de plus en plus durs ; tous sont votés sans quasiment aucun débat[réf. nécessaire]. À la suite d'un conflit persistant avec la Cour suprême, l'amendement constitutionnel 368, promulgué en 1976, interdit aux juridictions de déclarer anticonstitutionnelles des révisions constitutionnelles et réaffirme le pouvoir du Parlement de modifier la Constitution (avec la majorité des deux tiers).
Aussi importantes que sont ces réformes, Indira Gandhi juge cependant que son pouvoir restait insuffisant. C'est alors qu'elle décide de manipuler le président Ahmed en le contraignant à promulguer des lois d'exception sans l'aval du Parlement, ce qui lui permettait de gouverner par décrets.
Cette période dictatoriale dure presque deux années. Elle est marquée par l'ascension politique fulgurante du fils cadet de la Première ministre, Sanjay Gandhi, qui, bien que ne disposant d'aucun mandat électif, voit son influence s'accroître de manière importante, jouant un rôle de premier plan dans les arrestations d'opposants et les campagnes controversées de stérilisations. Sept millions de vasectomies auraient été pratiquées en 1976. La campagne de stérilisation est encouragée par la Banque mondiale, l'Agence suédoise de développement et coopération internationale et le Fonds pour la population des Nations unies par des dizaines de millions de dollars.
En 1977, méjugeant considérablement sa popularité, Indira Gandhi organise de nouvelles élections qui entraînent sa chute. Vaincue dans sa propre circonscription, elle accepte alors cette défaite.

## Retour au pouvoir

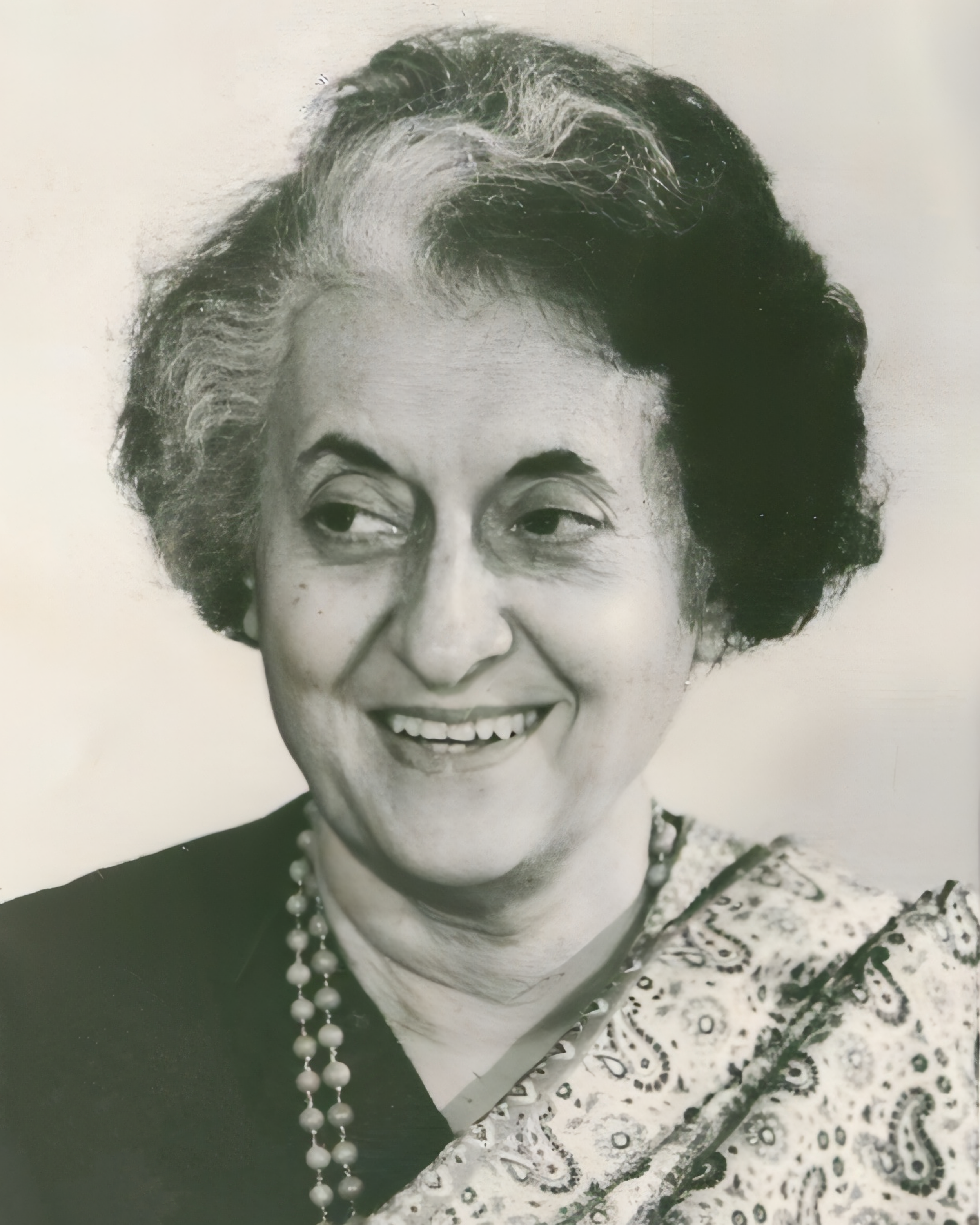
Indira Gandhi en 1983.

Arrêtée et jugée par le gouvernement du Janata Dal qui met fin à l'état d'urgence, elle se pose en victime du nouveau pouvoir et retrouve une forte popularité qui, face aux dissensions des nouveaux dirigeants du pays, la conforte comme la représentante de l'opposition et la ramène de nouveau au pouvoir lors des élections de 1980. Elle exerce alors un mandat beaucoup moins autoritaire mais Sanjay Gandhi continue à jouer auprès d'elle un rôle prépondérant et fait figure de dauphin désigné. La disparition de ce dernier dans un accident d'avion en juin 1980 la déstabilise. Elle pousse alors son fils aîné Rajiv à l'assister et à entamer une carrière politique, devenant ainsi son nouvel héritier politique. Elle donne désormais à sa politique économique une certaine inflexion vers le libéralisme.
À ce jour, le bilan d'Indira Gandhi en tant que Première ministre reste contrasté. Bien qu'elle ait eu une personnalité forte et que sa gouvernance ait été populaire auprès de certaines catégories de la population de l'Inde, en particulier chez les jeunes et les pauvres, sa décision de déclarer l'état d'urgence dans le but d'échapper aux poursuites reste controversée.

### Dernières années et assassinat
Pendant les dernières années de sa vie, Indira Gandhi est confrontée à la popularité grandissante d'un chef fondamentaliste et missionnaire sikh, Jarnail Singh Bhindranwale, et de son message prônant une communauté sikh souveraine et autonome. Indira Gandhi travaille alors à propager une image négative de Bhindranwale et à imposer à la communauté sikh le calme et l'obéissance sans porter aucun intérêt à son aspiration à l'autonomie. Par la suite, en juin 1984, l'opération Bluestar, organisée de longue date, est déclenchée. L'armée indienne passe outre au caractère sacré du Temple d'Or à Amritsar, le lieu de prière principal des sikhs. Les soldats indiens salissent le plancher avec leurs bottes et de nombreux livres et manuscrits anciens, préservés dans la bibliothèque du Temple, sont brûlés par l'incendie causée par l'opération. Les militants armés, qui s'y étaient réfugiés sous les ordres de Jarnail Singh, sont massacrés en même temps que des centaines d'autres personnes. Entre 492 et 800 personnes sont tuées, dont environ 100 femmes et 75 enfants. Indira Gandhi met en avant le caractère guerrier traditionnel des sikhs et leur aspiration sécessionniste afin de faire accepter par l'opinion publique le fait que l'opération était inévitable.
Le 30 octobre 1984, elle déclare dans un discours : « Si je dois mourir au service de la nation, je le ferai avec fierté ».

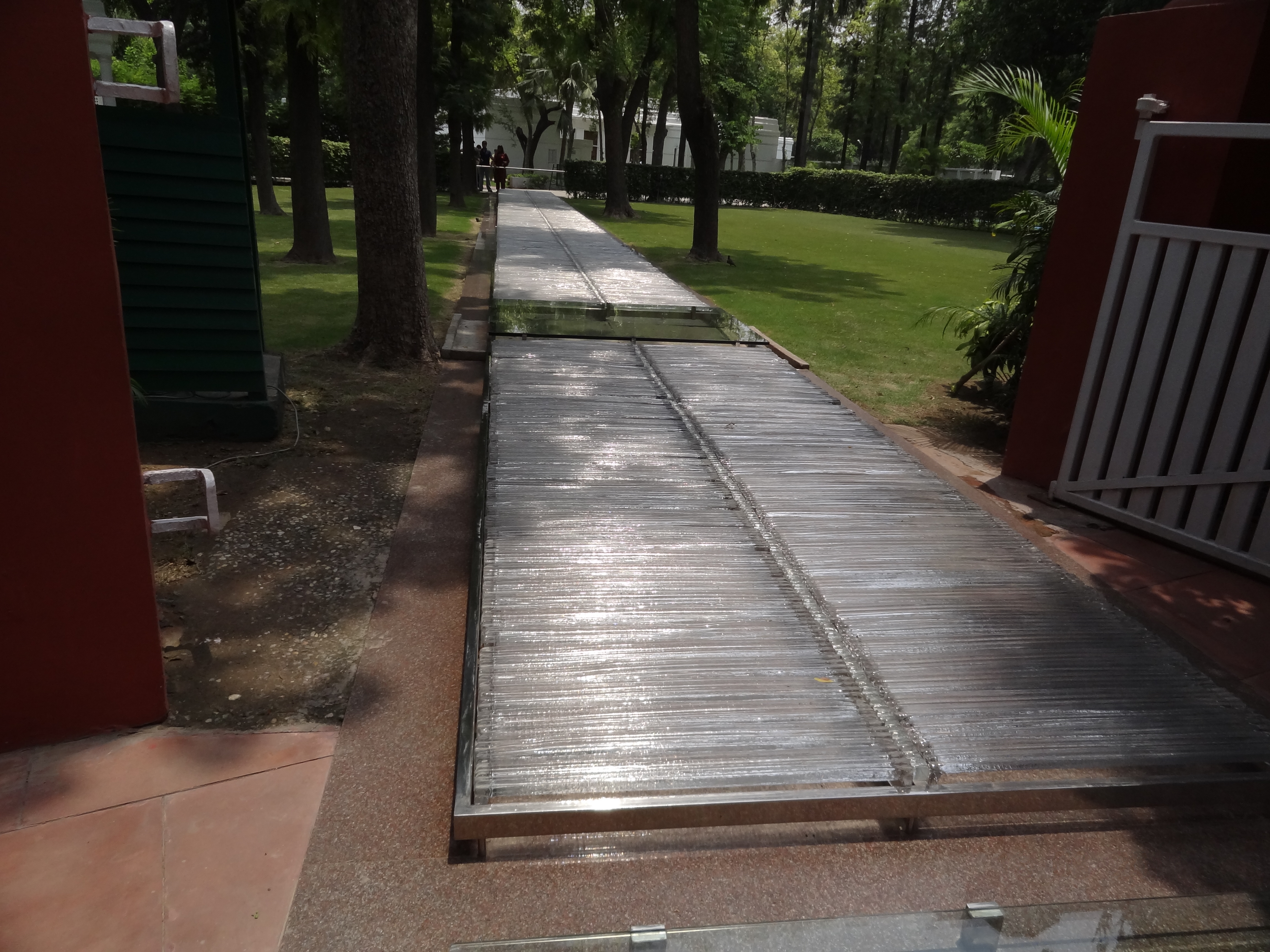
La vitre au sol marque l'endroit de l'assassinat.

Le 31 octobre 1984, elle est assassinée par ses deux gardes du corps sikhs, Satwant Singh (en) et Beant Singh (en), pour se venger du sacrilège dont a été victime le Temple d'Or par l'armée indienne. Son corps, criblé d'au moins trente balles issues d'un pistolet et d'un Sten, subit en vain une opération chirurgicale au All India Institute of Medical Sciences (en). Il s'ensuit plusieurs jours d'émeutes et de troubles à l'encontre de la communauté sikhe, faisant plusieurs centaines de morts. Le 3 novembre, environ un million d'Indiens assistent à la cérémonie funéraire d'Indira Gandhi près de Raj Ghat selon le rite hindou, en présence de représentants de nombreux pays.
Le deuil officiel dure 12 jours et le retour au calme est progressif mais émaillé d'incidents, notamment à l'occasion du 515e anniversaire de la naissance du maître fondateur de la religion sikhe, Gurû Nanak, le 8 novembre. Le 11 novembre, le nouveau Premier ministre Rajiv Gandhi, fils d'Indira, disperse depuis un avion les cendres de sa mère au-dessus de l'Himalaya, là où le Gange prend sa source.
Le 22 janvier 1986, le garde du corps Satwant Singh et un conspirateur, Kehar Singh (en), sont condamnés à mort à New Delhi pour le meurtre d'Indira Gandhi. L'autre garde du corps, Beant Singh, oncle de Kehar Singh, avait été abattu peu après l'assassinat.

## Politique étrangère

Visite d'Indira Gandhi au Brésil, 1968. Archives nationales du Brésil.

À son arrivée au pouvoir, Indira Gandhi confirme la déclaration de Tachkent signée par son prédécesseur et s'inscrit dans la politique nehruvienne de non-alignement, dont elle devient l'un des représentants, aux côtés de Nasser et de Tito. Pragmatique, elle signe néanmoins le 9 août 1971 avec l'URSS un traité d'amitié, de paix et de coopération qui, bien que n'étant pas une alliance militaire, a pour but de contrer le rapprochement de la Chine et du Pakistan avec les États-Unis de Richard Nixon.
Elle mène en 1971 une guerre contre le Pakistan aux côtés des indépendantistes du Bengale oriental, groupés autour de la ligue Awami de Mujibur Rahman, et qui aboutit à l'indépendance du Bangladesh. L'accord de Shimla de 1972 signés avec le président pakistanais Zulfikar Ali Bhutto consacrent alors la prédominance de l'Inde dans la région tandis qu'Indira Gandhi fait de son pays la première puissance nucléaire du tiers monde en 1974. En 1975, elle fait du Sikkim le 22e État de l'Union indienne. Après son retour au pouvoir en 1980, elle opte pour un recentrage diplomatique à l'égard des deux Grands. À la tête du Mouvement des non-alignés en 1983, elle occupe à la fin de sa vie une place prépondérante au sein des pays du Sud dont elle est l'une des porte-paroles.

## Descendance
Les deux fils d'Indira Gandhi, Sanjay Gandhi et Rajiv Gandhi, menaient aussi une carrière politique. Sanjay Gandhi mourut en 1980 dans un accident d'avion, en ratant une acrobatie aérienne. Rajiv Gandhi est nommé Premier ministre à la mort de sa mère. Il démissionne de son poste en 1989 et sera assassiné par une femme kamikaze du LTTE près de Chennai, en 1991. Sa veuve, belle-fille d'Indira, Sonia Gandhi, après s'être longtemps tenue à l'écart de la politique, a pris la tête du Congrès en 1998. Son fils, Rahul Gandhi, et sa fille Priyanka Gandhi, petits-enfants d'Indira, font également de la politique.

## Hommages

### Décoration
- Bharat Ratna (1971)

### Lieux
- Aéroport international Indira Gandhi à New Delhi
- Université nationale ouverte Indira Gandhi à New Delhi
- Centre national Indira Gandhi pour les Arts à New Delhi
- Musée Indira Gandhi Memorial à New Delhi
- Parc national Indira Gandhi devenu Anamalai Tiger Reserve au Tamil Nadu
- En 2023, en France, 11 rues, places, impasses sont nommés d'après l’ancienne Première ministre[57].

### Cinéma
- Mission Majnu (2023), elle est interprétée par l'actrice Avantika Akerkar.